# 53e cérémonie des Grammy Awards
 (janvier 2020).
 (mai 2025).
La 53e cérémonie des Grammy Awards s'est déroulée le 13 février 2011 au Staples Center à Los Angeles (Californie).

## Récompenses

### Special Merit Awards
MusiCares Person of the Year
- Barbra Streisand

Grammy Lifetime Achievement Award
- Julie Andrews, Roy Haynes, Juilliard String Quartet, The Kingston Trio, Dolly Parton, Ramones, George Beverly Shea.

### Catégories générales
Les listes suivantes se compose des nommées pour les prix avec les gagnants marqués en gras. 
Album de l'année
- The Suburbs – Arcade Fire[1]
- Recovery – Eminem avec Rihanna
- Need You Now – Lady Antebellum
- The Fame Monster – Lady Gaga
- Teenage Dream – Katy Perry

Enregistrement de l'année
- Nothin' On You – B.o.B avec Bruno Mars
- Love The Way You Lie – Eminem
- Fuck You! – Cee-Lo Green
- Empire State of Mind – Jay-Z et Alicia Keys
- Need You Now – Lady Antebellum

Chanson de l'année
- Beg, Steal or Borrow (en), composée par Ray LaMontagne
- Fuck You!, composée par Brody Brown, Cee-Lo Green, Ari Levine, Philip Lawrence (en) et Bruno Mars
- The House That Built Me, composée par Tom Douglas et Allen Shamblin
- Love The Way You Lie, composée par Alexander Grant, Skylar Grey et Eminem
- Need You Now, composée par Dave Haywood, Josh Kear, Charles Kelley et Hillary Scott

Meilleur nouvel artiste
- Justin Bieber
- Drake
- Florence and the Machine
- Mumford & Sons
- Esperanza Spalding

### Pop
Meilleure chanteuse pop
- King of Anything - Sara Bareilles
- Halo (Live) - Beyoncé
- Chasing Pirates - Norah Jones
- Bad Romance - Lady Gaga
- Teenage Dream - Katy Perry

Meilleur chanteur pop
- Haven't Met You Yet - Michael Bublé
- This Is It - Michael Jackson
- Whataya Want from Me - Adam Lambert
- Just the Way You Are - Bruno Mars
- Half of My Heart - John Mayer

Meilleure prestation pop d'un duo ou groupe avec chant
- Don't Stop Believin' (Regionals Version) - Chorale de Glee
- Misery - Maroon 5
- The Only Exception - Paramore
- Babyfather - Sade
- Hey, Soul Sister (Live) - Train

Meilleure collaboration pop avec chant
- Airplanes, Part II - B.o.B, Eminem et Hayley Williams
- Imagine - Herbie Hancock, Pink, India.Arie, Seal, Konono N°1, Jeff Beck et Oumou Sangaré
- If It Wasn't for Bad - Elton John et Leon Russell
- Telephone - Lady Gaga et Beyoncé
- California Gurls - Katy Perry et Snoop Dogg

Meilleure prestation pop instrumentale
- Flow, interprété par Laurie Anderson
- Nessun dorma, interprété par Jeff Beck
- No Mystery, interprété par Stanley Clarke
- Orchestral Intro, interprété par Gorillaz
- Sleepwalk, interprété par The Brian Setzer Orchestra

Meilleure album pop instrumental
- Pushing The Envelope - Gerald Albright
- Take Your Pick - Larry Carlton et Tak Matsumoto
- Heart and Soul - Kenny G
- Singularity - Robby Krieger
- Everything Is Everything: The Music Of Donny Hathaway - Kirk Whalum

Meilleur album pop avec chant
- My World 2.0 - Justin Bieber
- I Dreamed a Dream - Susan Boyle
- The Fame Monster - Lady Gaga
- Battle Studies - John Mayer
- Teenage Dream - Katy Perry

### Dance
Meilleur enregistrement dance
- Rocket - Goldfrapp, produit par Alison Goldfrapp et Will Gregory, mixé par Mark 'Spike' Stent
- In for the Kill - La Roux, produit par Elly Jackson et Ben Langmaid, mixé par Serban Ghenea et John Hanes
- Dance in the Dark - Lady Gaga, produit par Fernando Garibay et Lady Gaga, mixé par Robert Orton
- Only Girl (In the World) - Rihanna, produit par Crystal Johnson, Mikkel S. Eriksen, Tor Erik Hermansen, Sandy Wilhelm, mixé par Sandy Vee
- Dancing On My Own - Robyn, produit par Patrik Berger et Robyn, mixé par Niklas Flyckt.

Meilleur album électronique/dance
- These Hopeful Machines - BT
- Further - The Chemical Brothers
- Head First - Goldfrapp
- Black Light - Groove Armada
- La Roux - La Roux

### Traditional pop
Best Traditional Pop Vocal Album
- Crazy Love - Michael Bublé
- The Greatest Love Songs of All Time - Barry Manilow
- Let It Be Me : Mathis in Nashville - Johnny Mathis
- Fly Me to the Moon... The Great American Songbook Volume V - Rod Stewart
- Love Is the Answer - Barbra Streisand

### Rock
Best Solo Rock Vocal Performance
- Run Back to Your Side - Eric Clapton
- Crossroads - John Mayer
- Helter Skelter - Paul McCartney
- Silver Rider - Robert Plant et Band of Joy (en)
- Angry World - Neil Young

Best Rock Performance By A Duo Or Group With Vocals
- Ready to Start - Arcade Fire
- I Put a Spell on You - Jeff Beck et Joss Stone
- Tighten Up - The Black Keys
- Radioactive - Kings of Leon
- Resistance - Muse

Meilleure prestation hard rock
- A Looking in View - Alice in Chains
- Let Me Hear You Scream - Ozzy Osbourne
- Black Rain - Soundgarden
- Between the Lines - Stone Temple Pilots
- New Fang - Them Crooked Vultures

Meilleure prestation metal
- El Dorado - Iron Maiden
- Let the Guilt Go - Korn
- In Your Words - Lamb of God
- Sudden Death - Megadeth
- World Painted Blood - Slayer

Best Rock Instrumental Performance
- Hammerhead - Jeff Beck
- Black Mud - The Black Keys
- Do the Murray - Los Lobos
- Kundalini Bonfire - Dave Matthews et Tim Reynolds
- The Deathless Horsie - Dweezil Zappa

Best Rock Song
- Angry World, composée, écrite et interprétée par Neil Young
- Little Lion Man, composée et écrite par Ted Dwane, Ben Lovett, Marcus Mumford et Country Winston, interprétée par Mumford & Sons
- Radioactive, composée et écrite par Caleb Followill, Jared Followill, Matthew Followill et Nathan Followill, interprétée par Kings of Leon
- Resistance, composée et écrite par Matthew Bellamy, interprétée par Muse
- Tighten Up, composée et écrite par Dan Auerbach et Patrick Carney, interprétée par The Black Keys

Best Rock Album
- Emotion & Commotion - Jeff Beck
- The Resistance - Muse
- Backspacer - Pearl Jam
- Mojo - Tom Petty and the Heartbreakers
- Le Noise - Neil Young

### Alternative
Best Alternative Music Album
- The Suburbs - Arcade Fire
- Infinite Arms - Band Of Horses
- Brothers - The Black Keys
- Broken Bells - Broken Bells
- Contra - Vampire Weekend

### R&B
Best Female R&B Vocal Performance
- Everything to Me - Monica
- Gone Already - Faith Evans
- Bittersweet - Fantasia Barrino
- Tired - Kelly Price
- Holding You Down - Jazmine Sullivan

Best Male R&B Vocal Performance
- Second Chance - DeBarge
- Finding My Way Back - Jaheim
- Why Would You Stay - Kem
- We're Still Friends - Kirk Whalum et Musiq Soulchild
- There Goes My Baby - Usher

Best R&B Performance By A Duo Or Group With Vocals
- Soldier of Love - Sade
- Love - Chuck Brown, Jill Scott et Marcus Miller
- Take My Time - Chris Brown et Tank
- You've Got a Friend - Ronald Isley et Aretha Franklin
- Shine - John Legend et The Roots

Best Traditional R&B Vocal Performance
- When a Woman Loves - R. Kelly
- Hang on in There - John Legend et The Roots
- You're So Amazing - Calvin Richardson (en)
- In Between - Ryan Shaw
- Go (Live) - Betty Wright

Best Urban/Alternative Performance
- Little One - Bilal
- Fuck You! - Cee-Lo Green
- Orion - Carolyn Malachi
- Tightrope - Janelle Monáe et Big Boi
- Still - Eric Roberson

Meilleure chanson R&B
- Bittersweet, composée et écrite par Charles Harmon et Claude Kelly, interprétée par Fantasia Barrino
- Finding My Way Back, composée et écrite par Ivan 'Orthodox' Barias, Curt Chambers, Carvin 'Ransum' Haggins, Jaheim Hoagland et Miquel Jontel, interprétée par Jaheim
- Second Chance, composée et écrite par E. Debarge & Mischke, interprétée par El Debarge
- Shine, composée et écrite par John Stephens, interprétée par John Legend et The Roots
- Why Would You Stay, composée et écrite par K. Owens, interprétée par Kem

Best R&B Album
- Still Standing - Monica
- Back to Me - Fantasia Barrino
- Another Round - Jaheim
- Wake Up! - John Legend et The Roots
- The Love & War Masterpeace - Raheem DeVaughn

Best Contemporary R&B Album
- Untitled - R. Kelly
- Graffiti - Chris Brown
- Transition - Ryan Leslie
- The ArchAndroid - Janelle Monáe
- Raymond v. Raymond - Usher

### Rap
Best Rap Solo Performance
- Over - Drake
- Not Afraid - Eminem
- How Low - Ludacris
- I'm Back - T.I.
- Power - Kanye West

Best Rap Performance By A Duo Or Group
- Shutterbugg - Big Boi et Cutty
- Fancy - Drake, T.I. et Swizz Beatz
- On to the Next One - Jay-Z et Swizz Beatz
- My Chick Bad - Ludacris et Nicki Minaj
- Lose My Mind - Young Jeezy et Plies

Meilleure collaboration rap/chant
- Nothin' On You - B.o.B et Bruno Mars
- Deuces - Chris Brown, Tyga et Kevin McCall
- Love The Way You Lie - Eminem et Rihanna
- Empire State Of Mind - Jay-Z et Alicia Keys
- Wake Up Everybody - John Legend, The Roots, Melanie Fiona et Common

Meilleure chanson rap
- Empire State Of Mind, composée et écrite par Shawn Carter, Angela Hunte, Burt Keyes, Alicia Keys, Jane't 'Jnay' Sewell-Ulepic et Alexander Shuckburgh, interprétée par Jay-Z et  Alicia Keys
- Love The Way You Lie, composée et écrite par Alex da Kid, Holly Hafferman et Marshall Mathers, interprétée par Eminem et Rihanna
- Not Afraid, composée et écrite par M. Burnett, J. Evans, Marshall Mathers, L. Resto et M. Samuels, interprétée par Eminem
- Nothin' On You, composée et écrite par Philip Lawrence, Ari Levine, Bruno Mars et Bobby Simmons Jr, interprétée par B.o.B & Bruno Mars
- On To The Next One, composée et écrite par Shawn Carter, J. Chaton, K. Dean, Gaspard Augé et Xavier de Rosnay, interprétée par Jay-Z & Swizz Beatz

Meilleur album rap
- The Adventures Of Bobby Ray - B.o.B
- Thank Me Later - Drake
- Recovery - Eminem
- The Blueprint 3 - Jay-Z
- How I Got Over - The Roots

### Country
Best Female Country Vocal Performance
- Satisfied - Jewel
- The House That Built Me - Miranda Lambert
- Swingin' - LeAnn Rimes
- Temporary Home - Carrie Underwood
- I'd Love To Be Your Last - Gretchen Wilson

Best Male Country Vocal Performance
- Macon - Jamey Johnson
- Cryin' for Me (Wayman's Song) - Toby Keith
- Turning Home - David Nail
- 'Til Summer Comes Around - Keith Urban
- Gettin' You Home - Chris Young

Best Country Performance By A Duo Or Group With Vocals
- Free - Zac Brown Band
- Elizabeth - Dailey & Vincent
- Need You Now - Lady Antebellum
- Little White Church - Little Big Town
- Where Rainbows Never Die - The SteelDrivers

Best Country Collaboration With Vocals
- Bad Angel - Dierks Bentley, Miranda Lambert & Jamey Johnson
- Pride (In the Name of Love) - Dierks Bentley, Del McCoury & The Punch Brothers
- As She's Walking Away - Zac Brown Band & Alan Jackson
- Hillbilly Bone - Blake Shelton & Trace Adkins
- I Run To You - Marty Stuart & Connie Smith

Best Country Instrumental Performance
- Tattoo Of A Smudge - Cherryholmes
- Magic #9 - The Infamous Stringdusters
- New Chance Blues - Punch Brothers
- Willow Creek - Darrell Scott
- Hummingbyrd - Marty Stuart

Best Country Song
- The Breath You Take
  - Casey Beathard, Dean Dillon & Jessie Jo Dillon, songwriters (George Strait)
- Free
  - Zac Brown, songwriter (Zac Brown Band)
- The House That Built Me
  - Tom Douglas & Allen Shamblin, songwriters (Miranda Lambert)
- I'd Love To Be Your Last
  - Rivers Rutherford, Annie Tate & Sam Tate, songwriters (Gretchen Wilson)
- If I Die Young
  - Kimberly Perry, songwriter (The Band Perry)
- Need You Now
  - Dave Haywood, Josh Kear, Charles Kelley & Hillary Scott, songwriters (Lady Antebellum)

Best Country Album
- Up On The Ridge - Dierks Bentley
- You Get What You Give - Zac Brown Band
- The Guitar Song - Jamey Johnson
- Need You Now - Lady Antebellum
- Revolution - Miranda Lambert

### New Age
Best New Age Album
- Ocean - Michael Brant DeMaria
- Sacred Journey Of Ku-Kai, Volume 4 - Kitarō
- Dancing Into Silence - R. Carlos Nakai, William Eaton et Will Clipman
- Miho: Journey To The Mountain - Paul Winter Consort
- Instrumental Oasis, Vol. 4 - Zamora

### Jazz
Best Contemporary Jazz Album
- The Stanley Clarke Band - The Stanley Clarke Band
- Never Can Say Goodbye - Joey DeFrancesco
- Now Is The Time - Jeff Lorber Fusion
- To The One - John McLaughlin
- Backatown - Trombone Shorty

Best Jazz Vocal Album
- Eleanora Fagan (1915-1959): To Billie With Love From Dee Dee - Dee Dee Bridgewater
- Freddy Cole Sings Mr. B - Freddy Cole
- When Lights Are Low - Denise Donatelli
- Ages - Lorraine Feather
- Water - Gregory Porter

Best Improvised Jazz Solo
- "Solar" - Alan Broadbent
- "A Change Is Gonna Come" - Herbie Hancock
- "Body And Soul" - Keith Jarrett
- "Lonely Woman" - Hank Jones
- "Van Gogh" - Wynton Marsalis

Best Jazz Instrumental Album, Individual or Group
- Positootly! - John Beasley
- The New Song And Dance - Clayton Brothers
- Historicity - Vijay Iyer Trio
- Moody 4B - James Moody
- Providencia - Danilo Pérez

Best Large Jazz Ensemble Album
- Infernal Machines - Darcy James Argue's Secret Society
- Autumn: In Moving Pictures Jazz - Chamber Music Vol. 2 - Billy Childs Ensemble Featuring The Ying String Quartet
- Pathways - Dave Holland Octet
- 54 - Metropole Orkest, John Scofield & Vince Mendoza
- Mingus Big Band Live At Jazz Standard - Mingus Big Band

Best Latin Jazz Album
- Tango Grill - Pablo Aslan
- Second Chance - Hector Martignon
- Psychedelic Blues - Poncho Sanchez
- Chucho's Steps - Chucho Valdés And The Afro-Cuban Messengers
- ¡Bien Bien! - Wayne Wallace Latin Jazz Quintet

### Gospel
Best Gospel Performance
- He Wants It All - Forever Jones
- You Hold My World - Israel Houghton
- Nobody Greater - VaShawn Mitchell
- He's Been Just That Good - Kirk Whalum et& Lalah Hathaway
- Grace - BeBe & CeCe Winans

Best Gospel Song
- Beautiful Things, composée et écrite par Lisa Gungor et Michael Gungor, interprétée par Gungor
- Better Than A Hallelujah, composée et écrite par Sarah Hart et Chapin Hartford, interprétée par Amy Grant
- It's What I Do, composée et écrite par Jerry Peters et Kirk Whalum, interprétée par Kirk Whalum et Lalah Hathaway
- Our God, composée et écrite par Jonas Myrin, Matt Redman, Jesse Reeves et Chris Tomlin, interprétée par Chris Tomlin
- Return To Sender, composée et écrite par Gordon Kennedy, interprétée par Ricky Skaggs

Best Rock Or Rap Gospel Album
- Church Music - David Crowder Band
- For Those Who Wait - Fireflight
- Beautiful Things - Gungor
- Rehab - Lecrae
- Hello Hurricane - Switchfoot

Best Pop/Contemporary Gospel Album
- Beauty Will Rise - Steven Curtis Chapman
- Love God, Love People - Israel Houghton
- Pieces of a Real Heart - Sanctus Real
- Mosaic - Ricky Skaggs
- Tonight - TobyMac

Best Southern, Country, Or Bluegrass Gospel Album
- Times Like These - Austins Bridge
- The Reason (album de Diamond Rio) - Diamond Rio
- Expecting Good Things - Jeff & Sheri Easter
- Journey On - Ty Herndon
- Live At Oak Tree: Karen Peck & New River - Karen Peck & New River

Best Traditional Gospel Album
- The Experience - Vanessa Bell Armstrong
- A City Called Heaven - Shirley Caesar
- Downtown Church - Patty Griffin
- Here I Am - Marvin Sapp
- All In One - Karen Clark Sheard

Best Contemporary R&B Gospel Album
- Get Ready - Forever Jones
- Love Unstoppable - Fred Hammond
- Triumphant - VaShawn Mitchell
- Aaron Sledge - Aaron Sledge
- Still - BeBe & CeCe Winans

### Latin
Meilleur album latin pop
- Poquita Ropa - Ricardo Arjona
- Alex Cuba - Alex Cuba
- Boleto de Entrada - Kany García
- Paraíso Express - Alejandro Sanz
- Otra cosa - Julieta Venegas

Meilleur album latin-rock, indépendant ou urbain
- Oro - ChocQuibTown
- Amor Vincit Omnia - Draco
- El Existential- Grupo Fantasma
- Bulevar 2000 - Nortec Collective
- 1977 - Ana Tijoux

Meilleur album tropical
- Sin Salsa No Hay Paraiso - El Gran Combo de Puerto Rico
- Asondeguerra - Juan Luis Guerra 4.40
- Irrepetible - Gilberto Santa Rosa
- Viva La Tradición - Spanish Harlem Orchestra
- 100 Sones Cubanos - (Divers) ; produit par Edesio Alejandro, Nelson Estevez et Juan Hidalgo

Meilleur album tejano
- Recuerdos - Little Joe & La Familia
- Sabes Bien - Juan P. Moreno
- In The Pocket - Joe Posada
- Homenaje A Mi Padre - Sunny Sauceda Y Todo Eso
- Cookin - Tortilla Factory

Meilleur album norteño
- Indispensable - Angel Fresnillo
- Classic - Intocable
- Ni Hoy Ni Mañana - Gerardo Ortiz
- Desde La Cantina Volumen 1 - Pesado
- Intensamente - Principez De La Musica Norteña

Meilleur album de banda
- Ando Bien Pedo - Banda Los Recoditos
- Caricias Compradas… - Cuisillos
- Con La Fuerza Del Corrido - El Chapo
- Enamórate De Mí - El Güero Y Su Banda Centenario
- Todo Depende De Ti - La Arrolladora Banda El Limon

### Americana music
Meilleur album americana
- The List - Rosanne Cash
- Tin Can Trust - Los Lobos
- Country Music - Willie Nelson
- Band of Joy - Robert Plant
- You Are Not Alone - Mavis Staples

Meilleur album bluegrass
- Circles Around Me - Sam Bush
- Mountain Soul II - Patty Loveless
- Family Circle - The Del McCoury Band
- Legacy - Peter Rowan Bluegrass Band
- Reckless - The Steel Drivers

Meilleur album de blues traditionnel
- Giant - James Cotton
- Memphis Blues - Cyndi Lauper
- The Well - Charlie Musselwhite
- Joined At The Hip - Pinetop Perkins et Willie 'Big Eyes' Smith
- Plays Blues, Ballads & Favorites - Jimmie Vaughan

Meilleur album de blues contemporain
- Nothing's Impossible - Solomon Burke
- Tribal - Dr. John And The Lower 911
- Living Proof - Buddy Guy
- Interpretations: The British Rock Songbook - Bettye LaVette
- Live! In Chicago - Kenny Wayne Shepherd Band avec Hubert Sumlin, Willie "Big Eyes" Smith, Bryan Lee et Buddy Flett

Meilleur album folk traditionnel
- Genuine Negro Jig - Carolina Chocolate Drops
- Onward And Upward - Luther Dickinson & the Sons of Mudboy
- Memories Of John - The John Hartford Stringband
- Maria Muldaur & Her Garden Of Joy - Maria Muldaur
- Ricky Skaggs Solo: Songs My Dad Loved - Ricky Skaggs

Meilleur album folk contemporain
- Love Is Strange - En Vivo Con Tino - Jackson Browne et David Lindley
- The Age Of Miracles - Mary Chapin Carpenter
- Somedays The Song Writes You - Guy Clark
- God Willin' & The Creek Don't Rise - Ray LaMontagne And The Pariah Dogs
- Dream Attic - Richard Thompson

Meilleur album de musique hawaïenne
- Huana Ke Aloha - Tia Carrere
- Amy Hanaiali'i And Slack Key Masters Of Hawaii - Amy Hanaiali‘i And Slack Key Masters Of Hawaii
- Polani - Daniel Ho
- The Legend - Ledward Kaapana
- Maui On My Mind - Hawaiian Slack Key Guitar - Jeff Peterson

Meilleur album de musique native américaine
- XI - Bear Creek
- Temptations: Cree Round Dance Songs - Northern Cree
- Woodnotes Wyld: Historic Flute Sounds From The Dr. Richard W. Payne Collection - Peter Phippen
- 2010 Gathering Of Nations Pow Wow: A Spirit's Dance - (Divers), produit par Derek Mathews, Dr. Lita Mathews et Melonie Mathews

Meilleur album de zydeco et de musique cajun
- Zydeco Junkie - Chubby Carrier And The Bayou Swamp Band
- En Couleurs - Feufollet
- Happy Go Lucky - D.L. Menard
- Back Home - The Pine Leaf Boys
- Creole Moon: Live At The Blue Moon Saloon - Cedric Watson et Bijou Créole

### Reggae
Meilleur album reggae
- Before the Dawn - Buju Banton
- Isaacs Meets Isaac - Gregory Isaacs et King Isaac
- Revelation - Lee Scratch Perry
- Made In Jamaica - Bob Sinclar et Sly and Robbie
- One Pop Reggae + - Sly and Robbie et The Family Taxi
- Legacy An Acoustic Tribute To Peter Tosh - Andrew Tosh

### World music
Best Traditional World Music Album
- Pure Sounds - Gyuto Monks Of Tibet
- I Speak Fula - Bassekou Kouyate & Ngoni Ba
- Grace - Soweto Gospel Choir
- Ali And Toumani - Ali Farka Touré & Toumani Diabaté
- Tango Universal - Vayo

Best Contemporary World Music Album
- Throw Down Your Heart, Africa Sessions Part 2: Unreleased Tracks - Béla Fleck
- All In One - Bebel Gilberto
- ÕŸÖ - Angelique Kidjo
- Bom Tempo - Sérgio Mendes
- Om Namo Narayanaya: Soul Call - Chandrika Krishnamurthy Tandon

### Children's
Best Musical Album For Children
- Here Comes Science - They Might Be Giants
- Jungle Gym - Justin Roberts
- Sunny Days - Battersby Duo
- Tomorrow's Children - Pete Seeger With The Rivertown Kids And Friends
- Weird Things Are Everywhere! - Judy Pancoast

Best Spoken Word Album For Children
- Anne Frank: The Diary Of A Young Girl: The Definitive Edition - Selma Blair
- The Best Candy In The Whole World - Bill Harley
- Healthy Food For Thought: Good Enough To Eat - (Various Artists); Jim Cravero, Paula Lizzi & Steve Pullara, producers
- Julie Andrews' Collection Of Poems, Songs, And Lullabies - Julie Andrews & Emma Walton Hamilton
- Nanny McPhee Returns - Emma Thompson

### Spoken Word
Best Spoken Word Album
- American on Purpose - Craig Ferguson
- The Bedwetter - Sarah Silverman
- Earth - Jon Stewart (With Samantha Bee, Wyatt Cenac, Jason Jones, John Oliver & Sigourney Weaver)
- A Funny Thing Happened on the Way to the Future… - Michael J. Fox
- This Time Together: Laughter and Reflection - Carol Burnett
- The Woody Allen Collection: Mere Anarchy, Side Effects, Without Feathers, Getting Even - Woody Allen

### Comedy
Best Comedy Album
- Cho Dependent - Margaret Cho
- I Told You I Was Freaky - Flight of the Conchords
- Kathy Griffin Does the Bible Belt - Kathy Griffin
- Stark Raving Black - Lewis Black
- Weapons of Self Destruction - Robin Williams

### Musical show
Best Musical Show Album
- American Idiot - produit par Billie Joe Armstrong, composé par Green Day, paroles de Billie Joe Armstrong
- Fela! - produit par Robert Sher, composé et écrit par Fela Kuti
- A Little Night Music - produit par Tommy Krasker, composé et écrit par Stephen Sondheim
- Promises, Promises - produit par David Caddick et David Lai, composé par Burt Bacharach, paroles de Hal David
- Sondheim On Sondheim - produit par Philip Chaffin et Tommy Krasker, composé et écrit par Stephen Sondheim

### Film, TV and other visual media
Best Compilation Soundtrack Album For Motion Picture, Television Or Other Visual Media
- Crazy Heart
- Glee: The Music, Volume 1
- Treme
- True Blood - Volume 2
- Twilight, chapitre III : Hésitation

Best Score Soundtrack Album For Motion Picture, Television Or Other Visual Media
- Alice au pays des merveilles - Danny Elfman
- Avatar - James Horner
- Inception - Hans Zimmer
- Sherlock Holmes - Hans Zimmer
- Toy Story 3 - Randy Newman

Best Song Written For Motion Picture, Television Or Other Visual Media
- Down In New Orleans (de La Princesse et la Grenouille), composée et écrite par Randy Newman, interprétée par Dr. John
- I See You (d'Avatar) composée et écrite par Simon Franglen, Kuk Harrell et James Horner, interprétée par Leona Lewis
- Kiss Like Your Kiss (de True Blood), composée et écrite par Lucinda Williams, interprétée par Lucinda Williams et Elvis Costello
- This City (de Treme), composée, écrite et interprétée par Steve Earle
- The Weary Kind (de Crazy Heart), composée et écrite par Ryan Bingham et T-Bone Burnett, interprétée par Ryan Bingham

### Composing and arranging
Best Instrumental Composition
- "Aurora" - Patrick Williams
- "Battle Circle" - Gerald Clayton
- "Box Of Cannoli" - Tim Hagans
- "Fourth Stream…La Banda" - Bill Cunliffe
- "The Path Among The Trees" - Billy Childs

Best Instrumental Arrangement
- "Carlos" - Vince Mendoza
- "Fanfare For A New Day" - Patrick Williams
- "Itsbynne Reel" - Gil Goldstein
- "Monet" - Ted Nash
- "Skip To My Lou" - Frank Macchia

Best Instrumental Arrangement Accompanying Vocalist(s)
- "Baba Yetu" - Christopher Tin, arranger (Christopher Tin, Soweto Gospel Choir & Royal Philharmonic Orchestra)
- "Baby" - Roger Treece, arranger (Bobby McFerrin)
- "Based On A Thousand True Stories" - Vince Mendoza, arranger (Silje Nergaard & Metropole Orchestra Strings)
- "Don't Explain" - Geoffrey Keezer, arranger (Denise Donatelli)
- "Imagine" - Herbie Hancock & Larry Klein, arrangers (Herbie Hancock, Pink, Seal, Jeff Beck, India.Arie, Konono No 1 & Oumou Sangare)

### Package
Best Recording Package
- Brothers - Michael Carney, art director (The Black Keys)
- Eggs - Malene Mathiasson, Malthe Fischer, Kristoffer Rom, Nis Svoldgård & Aske Zidore, art directors (Oh No Ono)
- Hadestown - Brian Grunert, art director (Anaïs Mitchell)
- What Will We Be - Devendra Banhart & Jon Beasley, art directors (Devendra Banhart)
- Yonkers NY - Andrew Taray, art director (Chip Taylor)

Best Boxed Or Special Limited Edition Package
- Light: On The South Side - Tom Lunt, Rob Sevier & Ken Shipley, art directors (Various Artists)
- Minotaur (Deluxe Edition) - Jeff Anderson & Vaughan Oliver, art directors (The Pixies)
- A Sideman's Journey (Limited Collector's Super Deluxe Box Set) - Daniel Reiss & Klaus Voormann, art directors (Voormann & Friends)
- Story Island - Qing-Yang Xiao, art director (Various Artists)
- Under Great White Northern Lights (Limited Edition Box Set) - Rob Jones & Jack White III, art directors (The White Stripes)

### Album notes
Best Album Notes
- Alan Lomax In Haiti: Recordings For The Library Of Congress, 1936–1937 - Gage Averill, album notes writer (Various Artists)
- Keep An Eye On The Sky - Robert Gordon, album notes writer (Big Star)
- Side Steps - Ashley Kahn, album notes writer (John Coltrane)
- There Breathes A Hope: The Legacy Of John Work II And His Fisk Jubilee Quartet, 1909–1916 - Doug Seroff, album notes writer (Fisk University Jubilee Quartet)
- True Love Cast Out All Evil - Will Sheff, album notes writer (Roky Erickson With Okkervil River)

### Historical
Best Historical Album
- Alan Lomax In Haiti: Recordings For The Library Of Congress, 1936-1937
  - Jeffrey A. Greenberg, David Katznelson & Anna Lomax Wood, compilation producers; Steve Rosenthal & Warren Russell-Smith, mastering engineers (Various Artists)
- The Beatles (The Original Studio Recordings)
  - Jeff Jones, compilation producer; Paul Hicks, Sean Magee, Guy Massey, Sam Okell & Steve Rooke, mastering engineers (The Beatles)
- The Complete Mother's Best Recordings…Plus!
  - Colin Escott, Mike Jason & Jett Williams, compilation producers; Joseph M. Palmaccio, mastering engineer (Hank Williams)
- Not Fade Away: The Complete Studio Recordings And More
  - Andy McKaie, compilation producer; Erick Labson, mastering engineer (Buddy Holly)
- Where The Action Is! Los Angeles Nuggets 1965-1968
  - Alec Palao, Cheryl Pawelski & Andrew Sandoval, compilation producers; Dan Hersch & Andrew Sandoval, mastering engineers (Various Artists)

### Production, hors classique
Best Engineered Album, Non-Classical
An Engineer's Award.
- Battle Studies
  - Michael H. Brauer, Joe Ferla, Chad Franscoviak & Manny Marroquin, engineers (John Mayer)
- Dirty Side Down
  - John Keane, engineer (Widespread Panic)
- Emotion & Commotion
  - Steve Lipson, engineer (Jeff Beck)
- God Willin' & The Creek Don't Rise
  - Ryan Freeland, engineer (Ray LaMontagne And The Pariah Dogs)
- Pink Elephant
  - Seth Presant & Leon F. Sylvers III, engineers (N'dambi)

Producteur de l'année, hors classique
- Rob Cavallo pour Brand New Eyes par Paramore, Hang Cool Teddy Bear par Meat Loaf, Happy Hour par Uncle Kracker, When It's Time par Green Day, Music Again, Soaked, Sure Fire Winners et Time for Miracles par Adam Lambert
- Danger Mouse pour Broken Bells par Broken Bells, Dark Night of the Soul par Danger Mouse et Sparklehorse, Tighten Up par The Black Keys
- Dr. Luke pour California Gurls et Teenage Dream par Katy Perry, For Your Entertainment par Adam Lambert, Magic par B.o.B avec Rivers Cuomo, Hungover, Kiss n Tell, Take It Off et Your Love Is My Drug par Kesha
- RedOne pour Alejandro, Bad Romance et The Fame Monster par Lady Gaga, I Like It par Enrique Iglesias avec Pitbull, More par Usher, We Are the World 25 for Haiti par Divers, Whole Lotta Love par Mary J. Blige
- The Smeezingtons (Bruno Mars, Philip Lawrence, Ari Levine)
  - Billionaire - Travie McCoy Featuring Bruno Mars (T)
  - Bow Chicka Wow Wow - Mike Posner (T)
  - Fuck You! - Cee Lo Green (S)
  - Island Queen - Sean Kingston (T)
  - Just the Way You Are - Bruno Mars (S)
  - Nothin' on You - B.o.B Featuring Bruno Mars (T)

Best Remixed Recording, Non-Classical
- Fantasy (Morgan Page Remix)
  - Morgan Page, remixer (Nadia Ali)
- Funk Nasty (Wolfgang Gartner Remix Edit)
  - Wolfgang Gartner, remixer (Andy Caldwell Featuring Gram'ma Funk)
- Orpheus (Quiet Carnival) (Funk Generation Mix)
  - Mike Rizzo, remixer (Sérgio Mendes)
- Revolver (David Guetta's One Love Club Remix)
  - David Guetta, remixer (Madonna)
- Sweet Disposition (Axwell & Dirty South Remix)
  - Axel Hedfors & Dragan Roganovic, remixers (The Temper Trap)

### Production, surround sound
Best Surround Sound Album
- Britten's Orchestra
  - Keith O. Johnson, surround mix engineer; Keith O. Johnson, surround mastering engineer; David Frost, surround producer (Michael Stern & Kansas City Symphony)
- The Incident
  - Steven Wilson, surround mix engineer; Darcy Proper, surround mastering engineer; Steven Wilson, surround producer (Porcupine Tree)
- Parallax Eden
  - David Miles Huber, surround mix engineer; David Miles Huber, surround mastering engineer; David Miles Huber, surround producer (David Miles Huber)
- Songs And Stories (Monster Music Version)
  - Don Murray, surround mix engineer; Sangwook Nam & Doug Sax, surround mastering engineers; John Burk, Noel Lee & Marcus Miller, surround producers (George Benson)
- Trondheimsolistene - In Folk Style
  - Morten Lindberg, surround mix engineer; Morten Lindberg, surround mastering engineer; Morten Lindberg, surround producer (TrondheimSolistene)

### Production, classical
Best Engineered Album, Classical
An Engineer's Award. (Artist names appear in parentheses.)
- Daugherty: Metropolis Symphony; Deus Ex Machina
  - Mark Donahue, John Hill & Dirk Sobotka, engineers (Giancarlo Guerrero & Nashville Symphony Orchestra)
- Have You Ever Been…?
  - Robert Friedrich, engineer (Turtle Island Quartet, Stefon Harris & Mike Marshall)
- Mackey, Steven: Dreamhouse
  - David Frost, Tom Lazarus, Steven Mackey & Dirk Sobotka, engineers (Gil Rose, Rinde Eckert, Catch Electric Guitar Quartet, Synergy Vocals & Boston Modern Orchestra Project)
- Porter, Quincy: Complete Viola Works
  - Leslie Ann Jones, Kory Kruckenberg & David Sabee, engineers (Eliesha Nelson & John McLaughlin Williams)
- Vocabularies
  - Steve Miller, Allen Sides & Roger Treece, engineers (Bobby McFerrin)

Producer Of The Year, Classical
A Producer's Award. (Artist names appear in parentheses.)
- Blanton Alspaugh
  - Corigliano: Violin Concerto 'The Red Violin' (Michael Ludwig, JoAnn Falletta & Buffalo Philharmonic Orchestra)
  - Daugherty: Metropolis Symphony; Deus Ex Machina (Giancarlo Guerrero & Nashville Symphony)
  - Rachmaninov: Symphony No. 2 (Leonard Slatkin & Detroit Symphony Orchestra)
  - Tower Of The Eight Winds - Music For Violin & Piano By Judith Shatin (Borup-Ernst Duo)
  - Tyberg: Symphony No. 3; Piano Trio (JoAnn Falletta & Buffalo Philharmonic Orchestra)
  - Wind Serenades (Gregory Wolynec & Gateway Chamber Ensemble)
- David Frost
  - Britten's Orchestra (Michael Stern & Kansas City Symphony)
  - Chambers, Evan: The Old Burying Ground (Kenneth Kiesler & The University Of Michigan Symphony Orchestra)
  - Dorman, Avner: Concertos For Mandolin, Piccolo, Piano And Concerto Grosso (Andrew Cyr, Eliran Avni, Mindy Kaufman, Avi Avital & Metropolis Ensemble)
  - The 5 Browns In Hollywood (5 Browns)
  - Mackey, Steven: Dreamhouse (Gil Rose, Rinde Eckert, Catch Electric Guitar Quartet, Synergy Vocals & Boston Modern Orchestra Project)
  - Meeting Of The Spirits (Matt Haimovitz)
  - Two Roads To Exile (ARC Ensemble)
- Tim Handley
  - Adams: Nixon In China (Marin Alsop, Tracy Dahl, Marc Heller, Thomas Hammons, Maria Kanyova, Robert Orth, Chen-Ye Yan, Opera Colorado Chorus & Colorado Symphony Orchestra)
  - Debussy: Le Martyre De Saint Sébastien (Jun Märkl & Orchestre National De Lyon)
  - Dohnányi: Variations On A Nursery Song (JoAnn Falletta, Eldar Nebolsin & Buffalo Philharmonic Orchestra)
  - Harris: Symphonies Nos. 5 & 6 (Marin Alsop & Bournemouth Symphony Orchestra)
  - Hubay: Violin Concertos Nos. 1 And 2 (Chloë Hanslip, Andrew Mogrelia & Bournemouth Symphony Orchestra)
  - Messiaen: Poèmes Pour Mi (Anne Schwanewilms, Jun Märkl & Orchestre National De Lyon)
  - Piazzolla: Sinfonía Buenos Aires (Daniel Binelli, Tianwa Yang, Giancarlo Guerro & Nashville Symphony Orchestra)
  - Ries: Works For Flute And Piano (Uwe Grodd & Matteo Napoli)
  - Roussel: Symphony No. 1 (Stéphane Denève & Royal Scottish National Orchestra)
  - Shchedrin: Concertos For Orchestra Nos. 4 & 5 (Kirill Karabits & Bournemouth Symphony Orchestra)
  - Stamitz: Flute Concertos (Robert Aitken, Donatas Katkus & St. Christopher Chamber Orchestra)
  - Strauss, R: Josephs-Legende; Rosenkavalier; Die Frau Ohne Schatten (Orchestral Suites) (JoAnn Falletta & Buffalo Philharmonic Orchestra)
- Marina A. Ledin, Victor Ledin
  - Brubeck: Songs Of Praise (Lynne Morrow, Richard Grant, Quartet San Francisco & The Pacific Mozart Ensemble)
  - Cascade Of Roses (Janice Weber)
  - Gnattali: Solo & Chamber Works For Guitar (Marc Regnier)
  - If I Were A Bird (Michael Lewin)
  - Kletzki: Piano Concerto (Joseph Banowetz, Thomas Sanderling & Russian Philharmonic Orchestra)
  - Porter, Quincy: Complete Viola Works (Eliesha Nelson & John McLaughlin Williams)
  - Rubinstein: Piano Music (1852–1894) (Joseph Banowetz)
  - Rubinstein: Piano Music (1871–1890) (Joseph Banowetz)
  - 20th Century Harp Sonatas (Sarah Schuster Ericsson)
- James Mallinson
  - Mahler: Symphony No. 2 (Bernard Haitink, Duain Wolfe, Miah Persson, Christianne Stotijn, Chicago Symphony Chorus & Chicago Symphony Orchestra)
  - Prokofiev: Romeo And Juliet (Valery Gergiev & London Symphony Orchestra)
  - Shchedrin: The Enchanted Wanderer (Valery Gergiev, Evgeny Akimov, Sergei Aleksashkin, Kristina Kapustinskaya, Mariinsky Chorus & Mariinsky Orchestra)
  - Strauss, R: Ein Heldenleben; Webern: Im Sommerwind (Bernard Haitink & Chicago Symphony Orchestra)
  - Strauss, R: Eine Alpensinfonie (Bernard Haitink & London Symphony Orchestra)
  - Tchaikovsky: Rococo Variations; Prokofiev: Sinfonia Concertante (Gautier Capuçon, Valery Gergiev & Orchestra Of The Mariinsky Theatre)
  - Wagner: Parsifal (Valery Gergiev, Gary Lehman, Violeta Urmana, René Pape, Evgeny Nikitin, Alexei Tanovitski, Nikolai Putilin, Mariinsky Chorus & Mariinsky Orchestra)

### Musique classique
Meilleur album de musique classique
- Symphonies no 3 et no 4 de Bruckner dirigées par Mariss Jansons, produites et mixées par Everett Porter (Orchestre royal du Concertgebouw)
- Michael Daugherty : Metropolis Symphony et Deus Ex Machina for Piano and Orchestra dirigées par Giancarlo Guerrero, produites par Blanton Alspaugh, mixées par Mark Donahue, John Hill et Dirk Sobotka (Terrence Wilson pour l'Orchestre symphonique de Nashville)
- Steven Mackey : Dreamhouse, dirigé par Gil Rose, produit par Rinde Eckert, Catch Electric Guitar Quartet, David Frost, mixé par David Frost, Tom Lazarus, Steven Mackey, Dirk Sobotka et Silas Brown (Rinde Eckert pour le Boston Modern Orchestra Project et Synergy Vocals)
- Sacrificium, dirigé par Giovanni Antonini, produit par Cecilia Bartoli et Arend Prohmann, mixé par Philip Siney (Cecilia Bartoli pour Il Giardino Armonico)
- Messa da requiem dirigé par Riccardo Muti,  Duain Wolfe, chef de chœur, produit par Christopher Alder, mixé par David Frost, Tom Lazarus et Christopher Willis (Ildar Abdrazakov, Olga Borodina, Barbara Frittoli et Mario Zeffiri pour l'Orchestre symphonique de Chicago)

Meilleure prestation orchestrale
- Symphonies no 3 et no 4 de Bruckner dirigées par Mariss Jansons (Orchestre royal du Concertgebouw)
- Michael Daugherty : Metropolis Symphony et Deus Ex Machina for Piano and Orchestra dirigées par Giancarlo Guerrero (Terrence Wilson pour l'Orchestre symphonique de Nashville)
- Steven Mackey : Dreamhouse, dirigé par Gil Rose (Rinde Eckert pour le Boston Modern Orchestra Project et Synergy Vocals)
- Antonio Salieri : Overtures & Stage Music dirigées par Thomas Fey (Mannheimer Mozartorchester)
- Igor Stravinsky : Pulcinella; Symphonie en trois mouvements et Quatre études, dirigés par Pierre Boulez (Roxana Constantinescu, Kyle Ketelsen et Nicholas Phanpour pour l'Orchestre symphonique de Chicago)

Meilleur enregistrement d'opéra
- Alban Berg : Lulu, dirigé par Antonio Pappano, interprété par Agneta Eichenholz, Jennifer Larmore, Klaus Florian Vogt et Michael Volle, produit par David Groves (Orchestre du Royal Opera House)
- Johann Adolph Hasse : Antonio e Cleopatra, dirigé par Matthew Dirst, interprété par Jamie Barton et Ava Pine, produit par Keith Weber (Ars Lyrica Houston)
- Kaija Saariaho : L'Amour de loin, dirigé par Kent Nagano, interprété par Daniel Belcher, Ekaterina Lekhina et Marie-Ange Todorovitch, produit par Martin Sauer (Deutsches Symphonie-Orchester Berlin et Rundfunkchor Berlin)
- Rodion Chtchedrine : Le Vagabond ensorcelé, dirigé par Valeri Guerguiev, interprété par Evgeni Akimov, Sergueï Aleksachkine et Kristina Kapoustinskaïa, produit par James Mallinson (Orchestre et chœurs du Théâtre Mariinsky)
- Arthur Sullivan : Ivanhoé, dirigé par David Lloyd-Jones, interprété par Neal Davies, Geraldine McGreevy, James Rutherford, Toby Spence et Janice Watson, produit par Brian Pidgeon (BBC National Orchestra of Wales et Adrian Partington Singers)

Best Choral Performance
- Bach: "Cantatas" - Nikolaus Harnoncourt, chef d'orchestre; Erwin Ortner, chef de chœur (Bernarda Fink, Gerald Finley, Christian Gerhaher, Werner Güra, Julia Kleiter, Christine Schäfer, Anton Scharinger & Kurt Streit; Concentus Musicau Wien; Arnold Schoenberg Chor)
- "Baltic Runes" - Paul Hillier, chef d'orchestre (Estonian Philharmonic Chamber Choir)
- Haydn: "The Creation" - René Jacobs, chef d'orchestre; Hans-Christoph Rademann, chef de chœur (Julia Kleiter, Maximilian Schmitt & Johannes Weisser; Freiburger Barockorchester; RIAS Kammerchor)
- Martin: "Golgotha" - Daniel Reuss, chef d'orchestre (Judith Gauthier, Marianne Beate Kielland, Adrian Thompson, Mattijs Van De Woerd & Konstantin Wolff; Estonian National Symphony Orchestra; Cappella Amsterdam & Estonian Philharmonic Chamber Choir)
- Verdi: "Requiem" - Riccardo Muti, chef d'orchestre; Duain Wolfe, chef de chœur (Ildar Abdrazakov, Olga Borodina, Barbara Frittoli & Mario Zeffiri; Chicago Symphony Orchestra; Chicago Symphony Chorus)

Best Instrumental Soloist(s) Performance (with Orchestra)
- Daugherty: "Deus Ex Machina" - Giancarlo Guerrero, chef d'orchestre; Terrence Wilson (Nashville Symphony)
- Dorman, Avner: "Mandolin Concerto" - Andrew Cyr, chef d'orchestre; Avi Avital (Metropolis Ensemble)
- Kletzki: "Piano Concerto In D Minor, Op. 22" - Thomas Sanderling, conductor; Joseph Banowetz (Russian Philharmonic Orchestra)
- Mozart: "Piano Concertos Nos. 23 & 24" - Mitsuko Uchida (The Cleveland Orchestra)
- Porter, Quincy: "Concerto For Viola & Orchestra" - John McLaughlin Williams, chef d'orchestre; Eliesha Nelson (Northwest Sinfonia)

Best Instrumental Soloist Performance (without Orchestra)
- Chopin: "The Nocturnes" - Nelson Freire
- Hamelin: "Études" - Marc-André Hamelin
- Messiaen: "Livre Du Saint-Sacrement" - Paul Jacobs
- Paganini: "24 Caprices" - Julia Fischer
- "20th Century Harp Sonatas" - Sarah Schuster Ericsson

Best Chamber Music Performance
- Beethoven: "Complete Sonatas For Violin & Piano" - Isabelle Faust & Alexander Melnikov
- Gnattali: "Solo & Chamber Works For Guitar - Marc Regnier" (Tacy Edwards, Natalia Khoma & Marco Sartor)
- Ligeti: "String Quartets Nos. 1 & 2" - Parker Quartet
- Porter, Quincy: "Complete Viola Works" - Eliesha Nelson & John McLaughlin Williams (Douglas Rioth; Northwest Sinfonia)
- Schoenberg: "String Quartets Nos. 3 & 4" - Fred Sherry String Quartet (Christopher Oldfather & Rolf Schulte)

Best Small Ensemble Performance
- "Ceremony And Devotion - Music For The Tudors" - Harry Christophers, conductor; The Sixteen
- "Dinastia Borja" - Jordi Savall, conductor; Hespèrion XXI & La Capella Reial De Catalunya (Pascal Bertin, Daniele Carnovich, Lior Elmalich, Montserrat Figueras, Driss El Maloumi, Marc Mauillon, Lluís Vilamajó & Furio Zanasi; Pascal Bertin, Daniele Carnovich, Josep Piera & Francisco Rojas)
- "Trondheimsolistene - In Folk Style" - Øyvind Gimse & Geir Inge Lotsberg, conductors (Emilia Amper & Gjermund Larsen; TrondheimSolistene)
- "Victoria: Lamentations Of Jeremiah" - Peter Phillips, conductor; The Tallis Scholars
- Whitacre, Eric: "Choral Music" - Noel Edison, conductor; Elora Festival Singers (Carol Bauman & Leslie De'Ath)

Best Classical Vocal Performance
- "Ombre De Mon Amant - French Baroque Arias" - Anne Sofie Von Otter (William Christie; Les Arts Florissants)
- "Sacrificium" - Cecilia Bartoli (Giovanni Antonini; Il Giardino Armonico)
- Turina: "Canto A Sevilla" - Lucia Duchonová (Celso Antunes; NDR Radiophilharmonie)
- Vivaldi: "Opera Arias - Pyrotechnics" - Vivica Genaux (Fabio Biondi; Europa Galante)
- Wagner: "Wesendonck-Lieder" - Measha Brueggergosman (Franz Welser-Möst; The Cleveland Orchestra)

Best Classical Contemporary Composition
- "Deus Ex Machina" - Michael Daugherty (Giancarlo Serrano)
- "Appassionatamente Plus" - Hans Werner Henze (Stefan Soltesz)
- "Graffiti" - Magnus Lindberg (Sakari Oramo)
- "Symphony No. 4" - Arvo Pärt (Esa-Pekka Salonen)
- "The Enchanted Wanderer" - Rodion Konstantinovich Shchedrin (Valery Gergiev)

Best Classical Crossover Album
- Meeting Of The Spirits - Matt Haimovitz (Amaryllis Jarczyk, Jan Jarczyk, John McLaughlin, Dominic Painchaud, Leanna Rutt & Matt Wilson)
- Off The Map - The Silk Road Ensemble
- Roots - My Life, My Song - Jessye Norman (Ira Coleman, Steve Johns, Mike Lovatt, Mark Markham & Martin Williams)
- Tin, Christopher: Calling All Dawns - Lucas Richman, conductor (Sussan Deyhim, Lia, Kaori Omura, Dulce Pontes, Jia Ruhan, Aoi Tada & Frederica von Stade; Anonymous 4 & Soweto Gospel Choir; Royal Philharmonic Orchestra)
- Vocabularies - Bobby McFerrin

### Music video
Best Short Form Music Video
- "Ain't No Grave" - (Johnny Cash)
  - Chris Milk, video director; Jennifer Heath, Aaron Koblin & Rick Rubin, video producers
- "Love The Way You Lie" - Eminem & Rihanna
  - Joseph Kahn, video director; Maryann Tanedo, video producer
- "Stylo" - Gorillaz, Mos Def & Bobby Womack
  - Pete Candeland & Jamie Hewlett, video directors; Cara Speller, video producer
- Fuck You! - Cee Lo Green
  - Matt Stawski, video director; Paul Bock, video producer
- "Bad Romance" - Lady Gaga
  - Francis Lawrence, video director; Heather Heller, video producer

Best Long Form Music Video
- No Distance Left to Run - Blur
  - Will Lovelace, Dylan Southern & Giorgio Testi, video directors; Thomas Benski, Laura Collins & Lucas Ochoa, video producers
- When You're Strange - The Doors
  - Tom Dicillo, video director; John Beug, Jeff Jampol, Peter Jankowski & Dick Wolf, video producers
- The Greatest Ears in Town: The Arif Mardin Story - Arif Mardin
  - Doug Biro & Joe Mardin, video directors; Doug Biro & Joe Mardin, video producers
- Rush: Beyond the Lighted Stage - Rush
  - Sam Dunn & Scot McFadyen, video directors; Sam Dunn & Scot McFadyen, video producers
- Under Great White Northern Lights - The White Stripes
  - Emmett Malloy, video director; Ian Montone & Mike Sarkissian, video producers